# Жлобина
Жлобина (также Жлобино) — деревня в Аларском районе Усть-Ордынского Бурятского округа Иркутской области. Входит в муниципальное образование «Бахтай».

## География
Деревня расположена в 30 км северо-восточнее районного центра.
Состоит из 3 улиц: Быкова, Нагорной и Подгорной.

## Происхождение названия
Лариса Хуриганова и Станислав Гурулёв считают, что название деревни происходит от фамилии первого жителя.
Исследователь быта белорусских переселенцев Олег Рудаков предполагает, что деревню могли основать переселенцы из белорусского города Жлобин.

## Население
| 2002 | 2010 | 2011 | 2012 |
| ---- | ---- | ---- | ---- |
| 195  | ↘172 | ↘171 | ↗173 |